# 普爾區

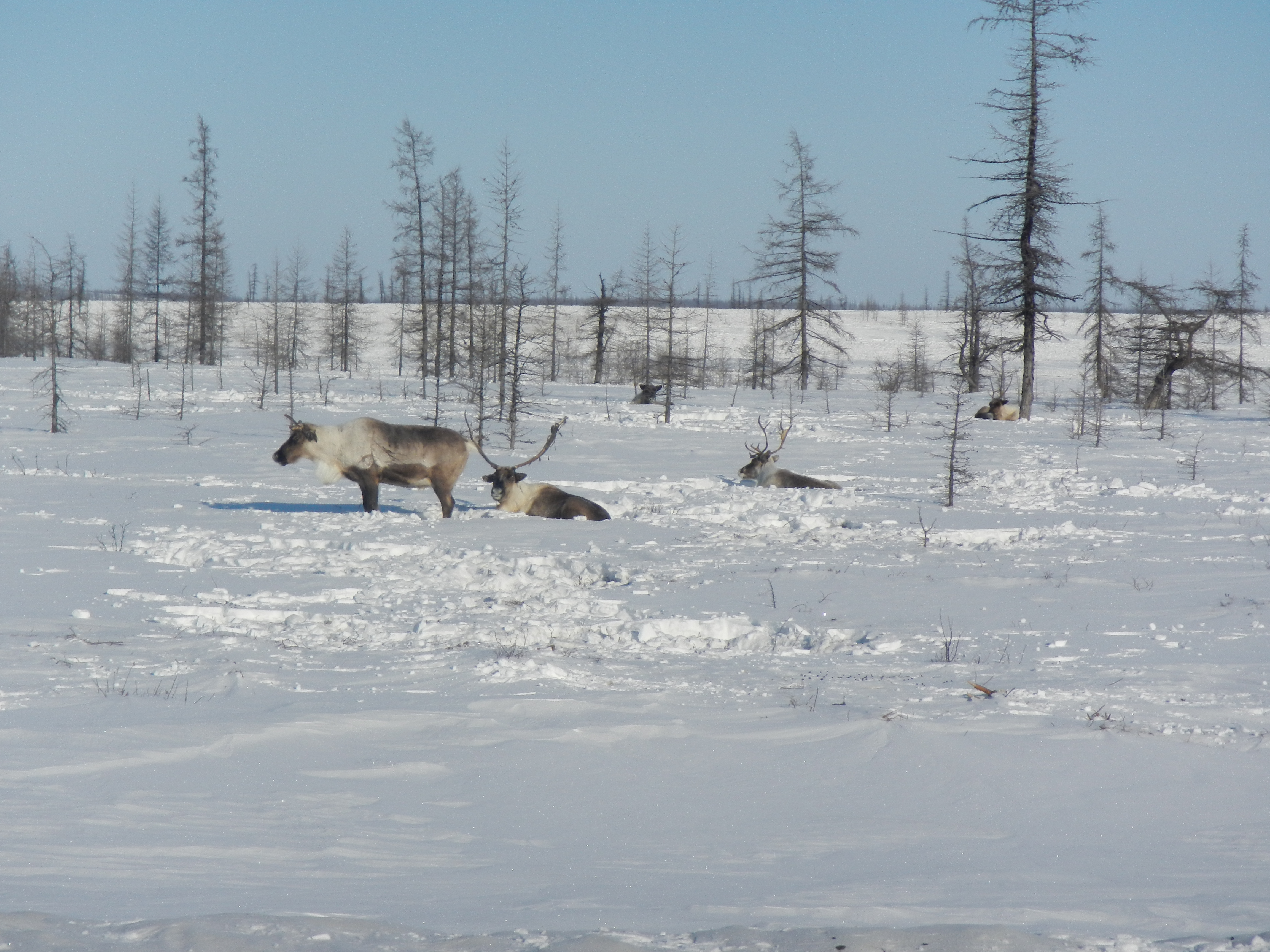

64°54′53″N 77°46′22″E / 64.91472°N 77.77278°E
普爾區（俄语：Пуровский район），是俄羅斯的一個區，位於該國北部，由亞馬爾-涅涅茨自治區負責管轄，面積108,400平方公里，2010年人口51,280，人口密度每平方公里0.47人。